# Загорское (Бахчисарайский район)
Заго́рское (до 1948 года Урмек; укр. Загорське, крымскотат. Ürmek, Урьмек) — исчезнувшее село в Бахчисарайском районе (Автономной) Республики Крым. Село находилось в центральной части района, в глубине Второй Гряды Крымских гор, в верховьях реки Кача, на правом берегу, примерно в 3 километрах к юго-востоку от Синапного.

## История
Упоминаний села в довоенных источниках пока не обнаружено. Впервые в доступных документах встречается в указе Президиума Верховного Совета РСФСР от 18 мая 1948 года, согласно которому Урмек, Бахчисарайского района, был переименован в Загорское. 26 апреля 1954 года Крымская область была передана из состава РСФСР в состав УССР. На 15 июня 1960 года село числилось в составе Предущельненского сельсовета, на 1968 год — уже в составе Верхореченского. Загорское расселили, как попавшее в зону затопления Загорского водохранилища (строительство начато в 1975 году, завершено в 1980 году). Официально исключено из списков сёл 17 февраля 1987 года.